# Thurmansbang
Thurmansbang er en kommune i Landkreis Freyung-Grafenau i Regierungsbezirk Niederbayern i den tyske delstat Bayern. Den er administrationsby i Verwaltungsgemeinschaft Thurmansbang.

## Geografi
Kommunen ligger i Region Donau-Wald i den sydlige del af Bayerischer Wald, i landskabet Dreiburgenland. Thurmansbang ligger omkring 30 km nord for Passau, 18 km sydvest for Grafenau og 22 km nordøst for Vilshofen an der Donau.

### Nabokommuner
- Tittling (Landkreis Passau)
- Fürstenstein (Landkreis Passau)
- Eging am See (Landkreis Passau)
- Zenting
- Saldenburg

### Inddeling
Der er ud over Thurmansbang følgende landsbyer og bebyggelser: Altfaltern, Anschlag, Ebenreuth, Edlau, Eggenreuth, Eizersdorf, Erlau, Gingharting, Gschwendt, Haidreuth, Haundorf, Köhlberg, Kneisting, Kritzenberg, Lindau, Lindberg, Loderhof, Loh, Mühlberg, Oisching, Rabenstein, Rettenbach, Roitham, Schadham, Scharten, Schlinding, Solla, Stieglreuth, Stockwiesreuth, Thannberg, Traxenberg og Wiesen.